# Pilantra
"Pilantra" é uma canção gravada pelos cantores brasileiros Jão e Anitta. Foi composta pelos próprios artistas em conjunto com Pedro Tofani e Zebu, sendo produzida por Jão e Zebu. O seu lançamento ocorreu em 12 de março de 2023, através da Universal Music.

## Antecedentes e lançamento
Rumores sobre uma colaboração entre Jão e Anitta começaram em setembro de 2019, quando uma canção intitulada "Aquela Blusa" ou "Blusa Azul" foi registrada no American Society of Composers, Authors and Publishers (ASCAP). A canção acabou vazando em dezembro daquele ano. Mais rumores aumentaram em agosto de 2022, depois que Jão visitou a casa de Anitta no Rio de Janeiro. Em janeiro de 2023, os artistas publicaram uma possível letra da canção no Twitter. Em 10 de março de 2023, os artistas anunciaram oficialmente o lançamento de "Pilantra". A canção foi lançada digitalmente em 12 de março de 2023.

## Videoclipe

### Antecedentes e lançamento
O videoclipe foi dirigido por Pedro Tofani e filmado em um estúdio em Cotia, no interior de São Paulo em dezembro de 2022. Os custos totais de produção do vídeo foram de cerca de R$ 1 milhão. Em 10 de março de 2023, Jão e Anitta divulgaram um teaser do videoclipe oficial de "Pilantra". O vídeo estreou no Fantástico em 12 de março de 2023. O vídeo estreou mundialmente no YouTube no dia seguinte, em 13 de março.

## Apresentações ao vivo
Jão cantou "Pilantra" pela primeira vez em 22 de abril de 2023 no Caldeirão com Mion.
A primeira vez que ambos vieram a cantar juntos a música foi em 22 de fevereiro de 2025, nos Ensaios da Anitta em São Paulo.

## Prêmios e indicações
| Ano  | Prêmio                                | Categoria              | Resultado | Ref.   |
| ---- | ------------------------------------- | ---------------------- | --------- | ------ |
| 2023 | SEC Awards                            | Música Nacional do Ano | Indicado  | [ 17 ] |
| 2023 | SEC Awards                            | Feat Nacional do Ano   | Indicado  | [ 17 ] |
| 2023 | SEC Awards                            | Clipe Favorito do Ano  | Indicado  | [ 17 ] |
| 2023 | Prêmio Multishow de Música Brasileira | Clipe TVZ do Ano       | Venceu    | [ 18 ] |
| 2023 | Prêmio Multishow de Música Brasileira | Pop do Ano             | Indicado  | [ 18 ] |
| 2023 | BreakTudo Awards                      | Clipe Nacional         | Indicado  | [ 19 ] |
| 2024 | Prêmio Jovem Brasileiro               | Melhor Feat            | Indicado  | [ 20 ] |

## Créditos
Todo o processo de elaboração de "Pilantra" atribui os seguintes créditos:
Gravação
- Gravada na Toca do Lobo em São Paulo, SP, Brasil;
- Mixada no Chumba Music em Los Angeles, Califórnia, Estados Unidos;
- Masterizada no Becker Mastering em Pasadena, Califórnia, Estados Unidos.

Equipe
- Jão: vocalista principal, composição, produção, arranjos
- Anitta: vocalista principal, composição
- Pedro Tofani: composição
- Zebu: composição, produção, arranjos, baixo, bateria, guitarra
- Will Bone: metais
- Rafael Fadul: mixagem
- Dale Becker: engenharia de masterização
- Noah McCorkle: assistente de masterização

## Desempenho comercial
A canção debutou na segunda posição na Hot Trending Songs da Billboard, uma parada em parceria com o Twitter, para analisar quais canções são mais discutidas na plataforma.

### Paradas semanais
| País — Parada musical (2023)     | Melhor posição |
| -------------------------------- | -------------- |
| Brasil (Billboard)               | 23             |
| Brasil (Crowley Top 100 Airplay) | 99             |
| Brasil (Crowley Pop Nacional)    | 2              |
| Portugal (AFP)                   | 23             |

## Certificações
| Região                                                        | Certificação | Vendas |
| ------------------------------------------------------------- | ------------ | ------ |
| Portugal (AFP)                                                | Ouro         | 5 000‡ |
| ‡vendas+valores de streaming baseados somente na certificação |              |        |

## Histórico de lançamento
| Região | Data                | Formato(s)                 | Gravadora | Ref.  |
| ------ | ------------------- | -------------------------- | --------- | ----- |
| Várias | 12 de março de 2023 | Download digital streaming | Universal | [ 9 ] |